# Creswellià
La cultura creswelliana és una cultura arqueològica del paleolític superior final de la Gran Bretanya anomenada així per Dorothy Garrod el 1926 pel lloc epònim de Creswell Crags, a Derbyshire. Està datat del 13.000 - 11.800 BP. També es coneix com a magdalenià final de les Illes Britàniques. Després hi hagué el darrer estadi glacial, el Dryas recent, quan les Illes Britàniques van quedar desertes d'humans de manera intermitent. La següent cultura arqueològica a l'àrea és l'ahrenburgiana.

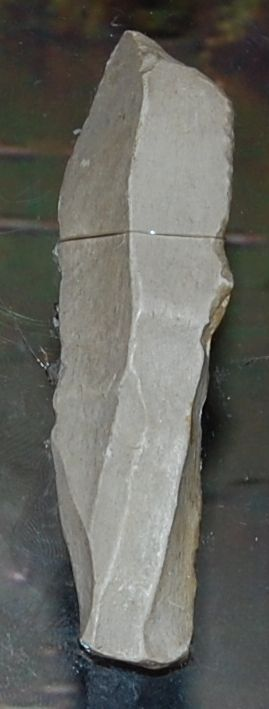
Punta creswelliana procedent de Creswell Crags, al Derby Museum.

## Història

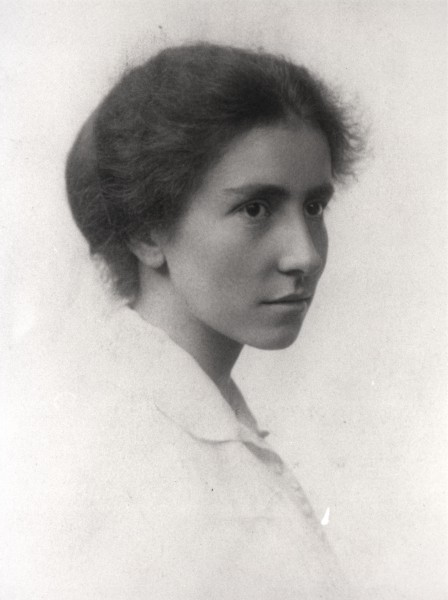
Dorothy Garrod.

El terme 'creswellià' el va utilitzar Dorothy Garrod en la seva obra The Upper Palaeolithic Age in Britain (1926). Aquesta és la primera publicació acadèmica de l'autora, que amb el temps arribaria a ser la primera dona professora de Cambridge. És la primera monografia de conjunt sobre el Paleolític superior de les Illes Britàniques i durant mig segle fou l'única obra de referència sobre el tema. Garrod proposa que aquesta variant anglesa de la indústria magdaleniana tenia personalitat pròpia com per crear un nom específic. La definició del creswellià es va anar precisant, d'aleshores ençà i a hores d'ara es refereix exclusivament, en el context de les Illes Britàniques, a indústries de tipus magdalenià final. Hi ha autors, però, que qüestionen la individualitat del creswellià com a cultura específica.

## Característiques
Fa uns 15.000 anys, les poblacions magdalenianes podien emigrar cap al nord per la retirada de l'inlandsis nord-europeu. Amb el mar cent metres per sota del nivell actual, els territoris que anaven quedant lliures de gel foren ocupats i de seguida es va formar, a la plana nord alemanya, la cultura hamburgiana, seguida per la de Federmesser; el creswellià a Anglaterra i la cultura de Tjong, als Països Baixos. El creswellià presenta similituds amb les cultures del nord d'Alemanya i vincles amb la dels Països Baixos. Totes contenen l'empremta magdaleniana.
Les eines lítiques característiques del creswellià són les fulles trapezoidals denominades «puntes Cheddar» i les variants anomenades «puntes Creswell», així com làmines més petites. Un altre tipus d'eines són les rascadores, fetes sobre fulles rectes allargades. Hi ha també objectes d'ambre bàltic, d'ivori de mamut, de dents i ossos d'animals per a fabricar arpons, puntes, grans i agulles.
Es coneixen vint-i-vuit indrets de producció de puntes Cheddar a Anglaterra i Gal·les, però fins al moment no se n'han trobat ni a Escòcia ni a Irlanda. Molts llocs són en coves, però la majoria són assentaments a l'aire lliure. S'ha comprovat que els útils de sílex podien viatjar a 150 km del lloc de producció, de pedreres seleccionades. Aquesta dada, junt amb la presència de petxines foranes i ambre de les costes de la mar del Nord, indica que són poblacions molt mòbils.